# 장샤오옌 (1948년)
장샤오옌(중국어 정체자: 張小燕, 병음: Zhāng Xiâoyàn, 한자음: 장소연, 1948년 8월 11일 ~ )은 대만의 사회자, 배우, 기업인이다. 그녀는 "샤오옌 씨"(小燕姐)라는 별명으로 불립니다. 그녀는 대만 연예계의 "예능 여왕"(綜藝大姐大)이다. 대만 텔레비전 예능 프로그램에서 그녀는 장페이, 우쭝셴과 함께 "삼왕일후"(三王一后) 중 한 명으로 알려져 있습니다. 그녀는 또한 "예능계의 대모"(綜藝教母)로도 알려져 있습니다.